# Завоевания Афшаридов в Персидском заливе и Омане
Завоевания Афшаридов в Персидском заливе и Омане (азерб. İran körfəzi və Omanda Əfşar fəthləri) — подразумевается превращение Афшаридской империи в государство-гегемон Персидского залива путём захвата залива и прилегающих территорий. Все кампании по завоеванию этих регионов начинались очень успешно, и многие цели были захвачены. Однако Мухаммед Таги-хан, которого Надир-шах Афшар назначил адмиралом, поднял мятеж, в результате чего часть прежних успехов была нивелирована. Но впоследствии мятеж был подавлен, Мухаммед Таги-хан захвачен, и ранее завоеванные территории вернулись к афшарам.
Власть Афшарской империи на этих землях продолжалась до самой смерти Надир-шаха Афшара. После убийства Надир-шаха в 1747 году вся империя была охвачена внутренними беспорядками, что привело к её распаду. В результате местные правители регионов Персидского залива смогли восстановить свою власть.

## Походы
Желание Надира захватить Персидский залив было связано с его намерением снова превратить свою империю в доминирующую державу региона. Эти походы начались в 1730-х годах и большинство из них были успешными. Однако адмирал Таги-хан, назначенный Надир-шахом наместником, не смог должным образом наладить работу на местах, и население, уставшее от бремени налогов, подняло восстание. Хотя Таги-хан пытался подавить восстание в первые дни, ему это не удалось. Позже он сам присоединился к восстанию, а затем возглавил его.
Как только Таги-хан присоединился к восстанию, он начал объединять вокруг себя войска в провинции. Таги-хан заявлял, что, если Рустам-хан, командующий морскими силами в Персидском заливе, не будет сотрудничать с ним, то мобилизовать всю провинцию на восстание против Надир-шаха будет невозможно. Согласно источнику, Таги-хан отправился в
Бендер-Аббас с отрядом в 20 000 человек и пытался привлечь на свою сторону Рустам-хана и его войска. Но Рустам-хан не предал Надир-шаха. Тогда Таги-хан пошел на хитрость. Среди людей в Бендер-Аббасе и генералов, состоявших на службе у Рустам-хана, стала распространяться информация о том, что Надир-шах заболел меланхолией. Утверждалось, что
он стал слишком подозрительным, не доверяет никому, даже близкому своему окружению, казнит людей без причины. Вследствие этого, как утверждала агитационная «машина» Таги-хана, воины армии Надираубегают, опасаясь за свою жизнь. Таги-хан хотел донести посредством такой пропаганды, что генералы в окружении Рустам-хана не смогут избавиться от
гнева Надир-шаха. Таги-хан подстрекал генералов к убийству Рустам-хана и предлагал перейти на свою сторону вместе с войсками в Бендер-Аббасе. Эта пропаганда Таги-хана сработала – вскоре Рустам-хан был убит. Таким образом, Бендер-Аббас и находившиеся там вооруженные силы попали под контроль повстанцев. Таги-хану также удалось устранить Калбали-хана, который был назначен главой провинции. Убийство Калбали-хана произошло в начале декабря 1743 года. В целом это восстание достигло своего пика в конце 1743 - начале 1744 года.
Каждая полученная весть о расширении восстания и деяниях Таги-хана усиливала тревогу Надир-шаха. Поскольку война с Османским государством требовала внимания, он не мог сразу принять решительные меры для подавления этого восстания.
Чтобы предотвратить нарастание восстания, Надир-шах отозвал командующего вооруженными силами в Омане Мухаммада Хусейна-хана Гырхлы и направил его против Таги-хана. По сведениям «Алем Ара-йе Надери», 7-тысячный отряд Мухаммад Хусейн-хана Гырхлы встретился с отрядом Таги-хана в Ширазе. Между ними произошло 2-3 боя. Однако ни одна из сторон не смогла добиться преимущества. Тогда Таги-хан составил план устроить засаду войскам Мухаммада Хусейна-хана в окрестностях Шираза. И он добился своего. Надир-шах убедился в том, что для подавления восстания Таги-хана в Фарс следует послать более крупные силы. С этой целью он организовал отряд из 30 000 воинов под руководством
Аллахверди-хана Гырхлы и отправил их в Исфахан. Затем эта группа войск направилась из Исфахана в сторону Шираза.
Аллахверди-хан и его войска расположились лагерем в месте под названием Шах-Багы недалеко от Шираза. Таги-хан сначала решил вступить в бой с Аллахверди-ханом за пределами крепости. Часть его войска в 10-12 тысяч человек вышла из крепости и атаковала войска Надир-шаха. Бой между сторонами длился несколько часов. Хотя Таги-хан вступил в бой с большими надеждами, он не смог сломить сопротивление отряда Аллахверди-хана. Его войско понесло тяжелые потери и было вынуждено отступить обратно в крепость.
Осада крепости Шираз продолжалась два месяца. Надир-шах был недоволен, что дело затягивается, о чем сообщил Аллахверди-хану. Надир-шах даже послал дополнительные военные силы, чтобы ускорить завоевание Шираза. Но обороноспособность крепости Шираз делала все попытки безуспешными. Когда период осады крепости достиг трех месяцев, недовольство военачальников Таги-хана позволило взять Шираз. Один из генералов, стоящих на защите крепостных стен, сказал, что готов открыть ворота замка, если его семья будет пощажена. Аллахверди-хан дал этому полководцу письменную гарантию. Услышав о том, что войска Надир-шаха входят в крепость, Таги-хан бежал из крепости вместе с сыном. Но
сопротивление внутри крепости продолжалось ещё долго.
В последние дни жизни Надир становился всё более жестоким, а на население возлагались издержки непрерывных военных походов, что приводило к постепенному нарастанию народного недовольства. Постепенно вся страна была охвачена восстаниями.